# Тэнори-он

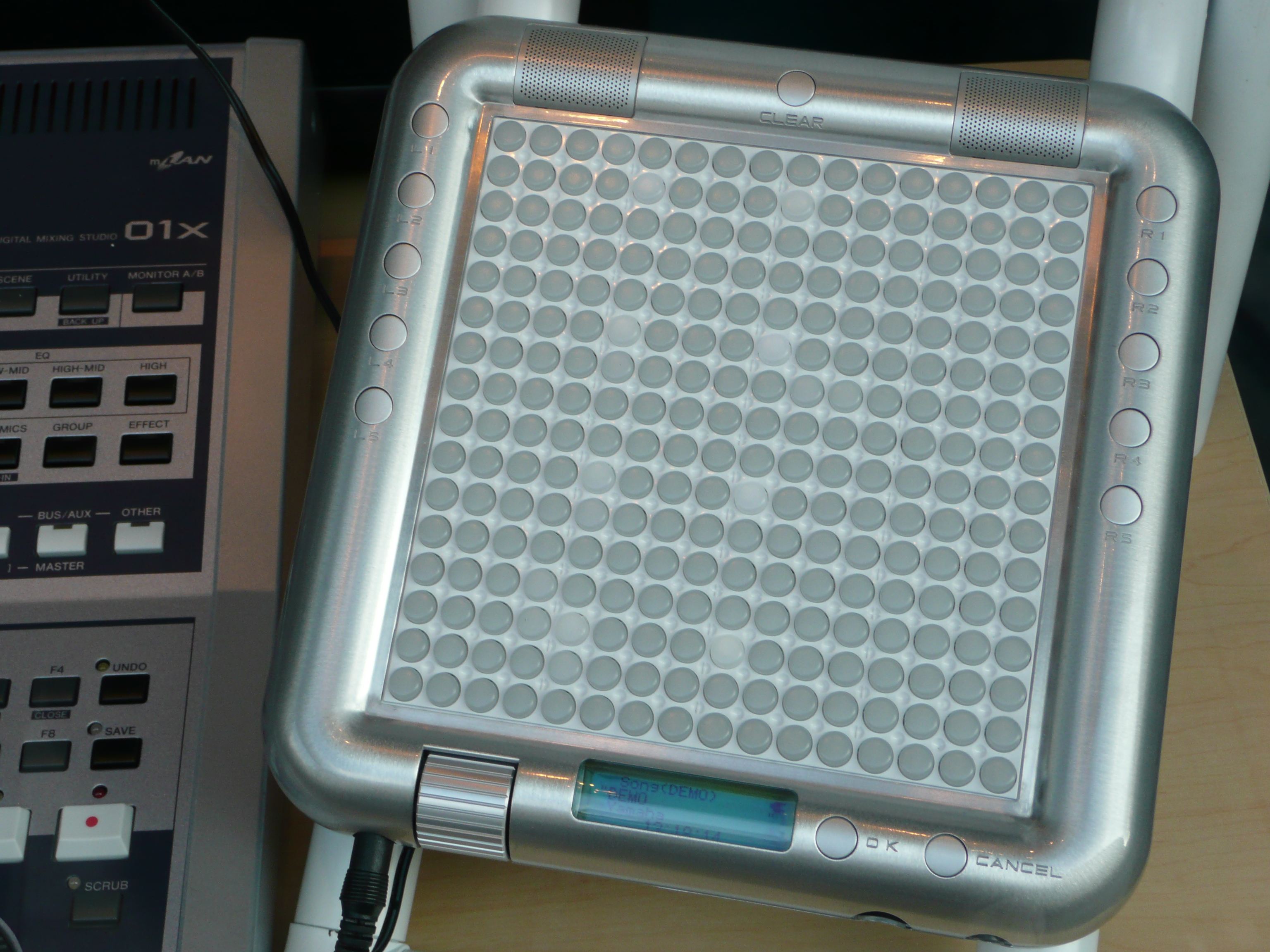
Тэнори-он

Тэнори-он (яп. 手乗り音) — электронный музыкальный инструмент, созданный японским художником Тосио Иваи (岩井俊雄) и Ю Нисибори (西堀ユウ) из подразделения музыкального и пользовательского интерфейса («Music and Human Interface Group») Yamaha-центра развития звуковых технологий (Yamaha Center for Advanced Sound Technology). Инструмент состоит из экрана, помещающегося в ладонях, с сеткой из 16×16 светодиодных переключателей, каждый из которых может быть активирован различными способами для создания музыкального развивающегося звукового рисунка. Светодиодные переключатели размещаются внутри магниевого корпуса, который имеет два встроенных динамика, расположенных на верхнем краю корпуса, так же как кнопки, которые управляют типом звука и производимым количеством ударов в минуту. В основании инструмента на нижнем краю корпуса располагается LCD-экран. Используя функцию связи, можно играть синхронизированные сессии, а также осуществлять обмен композициями между двумя устройствами.
Тэнори-он был продемонстрирован на конференции SIGGRAPH-2005, проходившей в Лос-Анджелесе 
в августе 2005 года. Детальное обсуждение проекта состоялось на презентации, проведённой на конференции NIME-2006 в Париже в июне 2006 года.
Тосио Иваи использовал тэнори-он на живых выступлениях (таких как «Sónar» в Барселоне в июне 2006 года, и «Futuresonic» в Манчестере в июле 2006 года; в частности, на концерте «Futuresonic» во время показа была хорошая обратная связь с аудиторией и это было одним из самых важных толчков к тому, чтобы сделать тэнори-он реальным коммерческим продуктом). Инструмент был запущен в продажу в Лондоне 4 сентября 2007 года по розничной цене, составляющей $1 200. Для рекламы инструмента трое известных электронных музыкантов-экспериментаторов — Jim O'Rourke, Atom Heart, и Robert Lippok — были приглашены для того, чтобы сочинить демо-треки, для записи которых использовался тэнори-он. Эти треки были выложены на сайте тэнори-она как демонстрационные в формате MP3.
Намерения Иваи при создании тэнори-она состояли в том, чтобы создать красивый электронный инструмент. По его собственным словам: 

В прошлом музыкальный инструмент должен был иметь красоту, как формы, так и звучания, и должен был соответствовать игроку почти органически. […] У современных электронных инструментов нет этих неизбежных отношений между формой, звуком и игроком. То, что я сделал, — это попытка возвратить эти […] элементы и соединить их в истинном музыкальном инструменте цифрового века.
Инструмент основывается на предыдущей работе Иваи — разработанной для Nintendo DS игре Electroplankton, где в качестве эстетических элементов интерфейса задействовалось смешение звука и света.
Мировой тур, представляющий тэнори-он, начался во Франкфурте 12 марта и завершился в Токио 25 апреля 2008 года. Среди художников, участвовавших в туре, были Jim O’Rourke, Atom Heart, To Rococo Rot, Pole, Robert Lippok, Sutekh, I Am Robot and Proud и Nathan Michel.